# Marlene van Niekerk
Marlene van Niekerk (Caledon, 10 november 1954) is een Zuid-Afrikaanse schrijfster.

## Levensloop
Ze werd geboren op de boerderij (plaas) Tygerhoek bij Caledon. Haar schooljaren bracht ze door in Riviersonderend en Stellenbosch. Ze studeerde literatuur en filosofie aan de Universiteit van Stellenbosch. In 1978 studeerde zij af met de scriptie Die aard en belang van die literêre vormgewing in 'Also sprach Zarathustra'. Ze studeerde cum laude af voor het masters filosofie in Stellenbosch. Tijdens haar studiejaren schreef zij drie toneelstukken voor amateurtheater. 
In 1979 verhuisde zij naar Duitsland waar ze zich aansloot als regiestagiaire bij theatergroepen in Stuttgart en Mainz. Van 1980 tot 1985 deed ze een vervolgstudie filosofie in Nederland. Ze studeerde ook daar cum laude af met een scriptie over het werk van Claude Lévi-Strauss en Paul Ricoeur: Taal en mythe: een structuralistische en een hermeneutische benadering. Eenmaal terug in Zuid-Afrika werd ze docent filosofie aan de Universiteit van Zululand, en later aan de Universiteit van Zuid-Afrika (Unisa). Daarna werd ze docent Afrikaans en Nederlands aan de Universiteit van Witwatersrand. Marlene van Niekerk is nu docent creatief schrijven aan de Universiteit van Stellenbosch.
Voor de roman Triomf (1994) ontving ze diverse prestigieuze prijzen, waaronder in 1995 de Nomaprijs voor het beste boek van het Afrikaanse continent. In 2007 won zij de Hertzogprijs voor proza en de Alan Paton Award, beide voor haar - in het Afrikaans geschreven - roman "Agaat". 
In het najaar van 2009 was Van Niekerk gastschrijver aan de Universiteit van Leiden. Op 15 oktober gaf zij de Albert Verweylezing met als titel: De vriend. Mimesis, poësis, parodie: de verantwoordelijkheid van de verbeelding en de grenzen van de fotografie in roerige tijden. In november ontving zij van de Universiteit van Tilburg een eredoctoraat. Daar vond ook het congres "De klank van het fragiele" plaats over het werk van Marlene van Niekerk.

## Werken
- 1977 Sprokkelster (gedichten) (in 1978 onderscheiden met de Eugène Maraisprys)
- 1983 Groenstaar (gedichten)
- 1992 Die vrou wat haar verkyker vergeet het (korte verhalen)
- 1994 Triomf (roman)
- 2004 Agaat (roman)
- 2006 Memorandum: ’n verhaal met skilderye (roman, samen met Adriaan van Zyl)
- 2009 De sneeuwslaper (korte verhalen)
- 2011 Die Kortstondige Raklewe van Anastasia W (drama)
- 2013 Kaar (gedichten)
- 2017 In die stille agterkamer / Gesant van die mispels (gedichten, vertaald in Ned. 2018 In de stille achterkamer)

Haar drie romans en haar korte verhalen zijn in een vertaling van Riet de Jong-Goossens verschenen in het Nederlands. Robert Dorsman werkte mee aan de vertaling van 'Triomf'.
- Bibsys: 9006925
- Bibliothèque nationale de France: cb144608345 (data)
- Gemeinsame Normdatei: 137879385
- International Standard Name Identifier: 0000 0001 2280 6222
- Library of Congress Control Number: n78054582
- Nationale Bibliotheek van Israël: 987007447056005171
- Nederlandse Thesaurus van Auteursnamen: 072149930
- LIBRIS: 351972
- Système universitaire de documentation: 066881129
- Virtual International Authority File: 59307255
- WorldCat: E39PBJh4qvRTp7k8WC68cbBpT3